# Heroes (Måns Zelmerlöw)
Heroes è un singolo del cantante svedese Måns Zelmerlöw, pubblicato il 28 febbraio 2015 come primo estratto dal sesto album in studio Perfectly Damaged.
Dopo aver vinto il Melodifestival 2015, ha rappresentato la Svezia all'Eurovision Song Contest 2015, vincendo la sessantesima edizione del festival con 365 punti e ottenendo la sesta vittoria della nazione scandinava alla manifestazione musicale. È il primo brano negli anni 2010 della manifestazione in termini di percentuale di voti, avendo ricevuto ben 365 punti sui 468 totali, quasi il 78%.

## Promozione

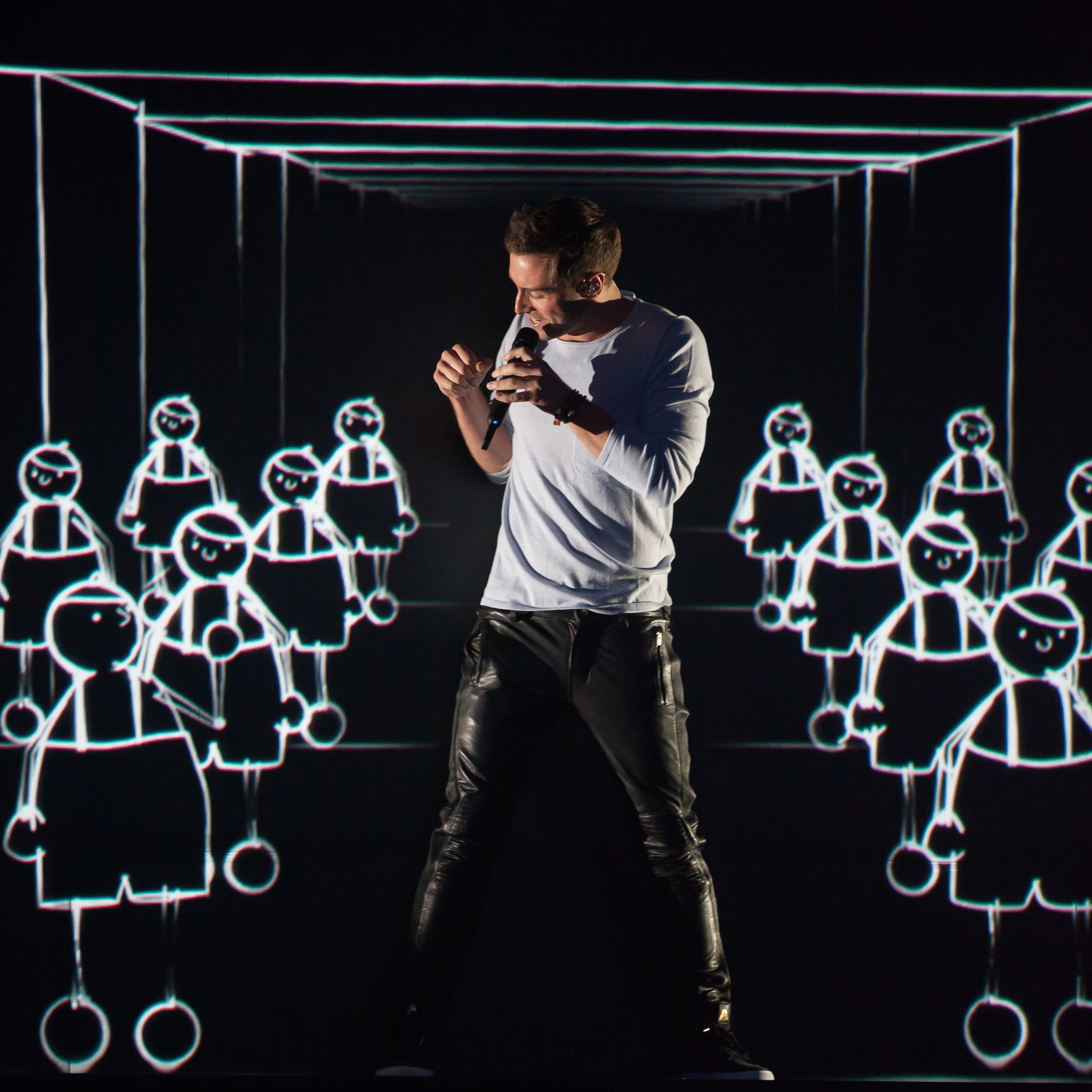
Måns Zelmerlöw mentre si esibisce sulle note di Heroes alle prove dell'Eurovision Song Contest, 16 maggio 2015

Nel marzo 2015 il brano trionfò nella quarta semifinale del Melodifestival 2015, vincendo successivamente la finale della manifestazione con 288 punti e ottenendo i massimi punteggi di giurie e televoto. Pertanto ottenne il diritto di rappresentare la Svezia all'Eurovision Song Contest 2015 di Vienna, in Austria.
Qualificatosi dalla seconda semifinale, dove si classificò 1° con 217 punti, riuscì a vincere la finale della manifestazione con ben 365 punti, davanti alla russa Polina Gagarina e agli italiani Il Volo, consegnando alla Svezia la sua sesta vittoria in assoluto nonché la seconda nel terzo millennio.
Al termine della manifestazione il cantante ha dichiarato: "We are all heroes, no matter who we love, who we are or what we believe in" (ossia: "Siamo tutti eroi, non importa chi amiamo, chi siamo o in cosa crediamo").

### Altre esibizioni
Qualche settimana dopo l'ESC Zelmerlöw si è esibito con Heroes al Summer Festival 2015 in Italia. Il brano è stato eseguito in versione acustica durante la trasmissione Eurovision: Europe Shine a Light ed è stato dedicato ai medici e a tutto il personale sanitario impegnato nella pandemia di COVID-19.

## Accoglienza
The Independent, in un'intervista con l'esperto eurovisivo Daniel Gould, ha fatto notare la somiglianza del brano con il singolo Lovers on the Sun (2014) di David Guetta.

## Tracce
Testi e musiche di Anton Malmberg Hård af Segerstad, Joy Deb e Linnea Deb.
CD, download digitale, streaming
1. Heroes – 3:10

Download digitale, streaming - EP
1. Heroes (B.o.Y Remix) – 3:44
2. Heroes (7th Heaven Club Mix) – 6:30
3. Heroes (Axento Extended Remix) – 5:09
4. Heroes (Eray Oktav Remix Extended) – 5:28

## Classifiche

### Classifiche settimanali
| Classifiche (2015) | Posizione massima |
| ------------------ | ----------------- |
| Australia          | 19                |
| Austria            | 1                 |
| Belgio (Fiandre)   | 2                 |
| Belgio (Vallonia)  | 6                 |
| Danimarca          | 7                 |
| Finlandia          | 5                 |
| Francia            | 33                |
| Germania           | 3                 |
| Grecia             | 1                 |
| Irlanda            | 10                |
| Islanda            | 1                 |
| Italia             | 87                |
| Lussemburgo        | 3                 |
| Paesi Bassi        | 12                |
| Norvegia           | 4                 |
| Regno Unito        | 11                |
| Repubblica Ceca    | 71                |
| Slovacchia         | 54                |
| Spagna             | 8                 |
| Svezia             | 1                 |
| Svizzera           | 1                 |

### Classifiche di fine anno
| Classifica (2015) | Posizione |
| ----------------- | --------- |
| Austria           | 42        |
| Belgio (Fiandre)  | 53        |
| Svezia            | 15        |